# Кастільйоне-дель-Лаго
Кастільйоне-дель-Лаго, Кастільйоне-дель-Лаґо (італ. Castiglione del Lago) — муніципалітет в Італії, у регіоні Умбрія,  провінція Перуджа.
Кастільйоне-дель-Лаго розташоване на відстані близько 145 км на північ від Рима, 28 км на захід від Перуджі.
Населення — 15 680 осіб (2014).

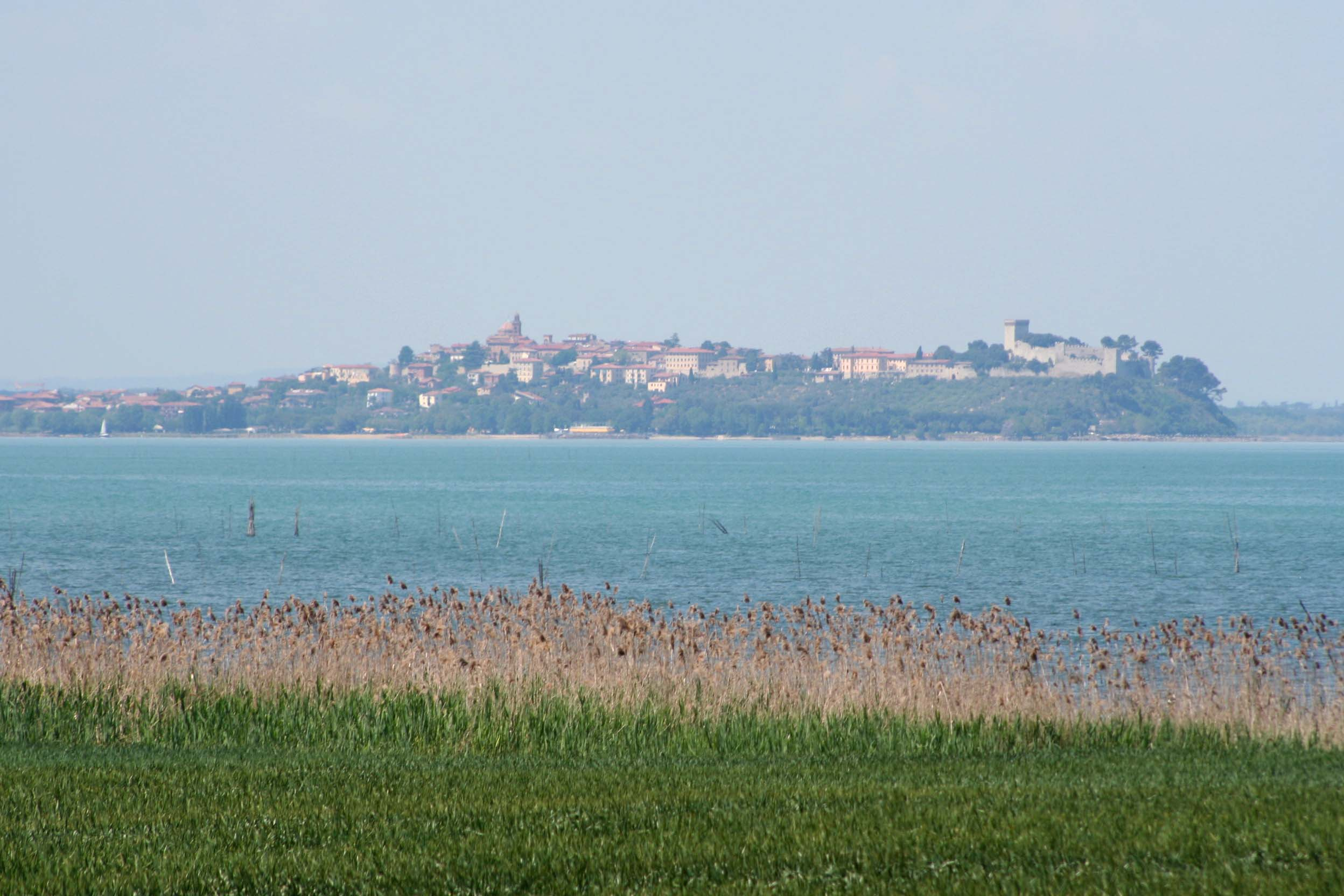

Щорічний фестиваль відбувається 22 липня. Покровитель — Santa Maria Maddalena.

## Демографія
Населення за роками:

Станом на 1 січня 2023 року в муніципалітеті офіційно проживало 1770 іноземців з 65 країн, серед них 656 громадян країн Євросоюзу та 32 громадяни України.

## Уродженці
- Лаура К'ятті (1982) — італійська акторка, співачка та модель.
- Лука Чеппітеллі (1989) — італійський футболіст, захисник.

## Сусідні муніципалітети
- К'юзі
- Читта-делла-П'єве
- Кортона
- Маджоне
- Монтепульчіано
- Пачіано
- Панікале
- Пассіньяно-суль-Тразімено
- Туоро-суль-Тразімено